# Marco Tulio
Marco Tulio (Itabira, 28 februari 1981) is een Braziliaans voetballer.